# Hopea dasyrrhachis
Hopea dasyrrhachis är en tvåhjärtbladig växtart som beskrevs av V. Slooten. Hopea dasyrrhachis ingår i släktet Hopea och familjen Dipterocarpaceae. Inga underarter finns listade i Catalogue of Life.